# Нощна маймуна на Брумбак
Нощната маймуна на Брумбак (Aotus brumbacki) е вид бозайник от семейство Нощни маймуни (Aotidae). Видът е световно застрашен, със статут Уязвим.

## Разпространение
Разпространен е в Колумбия.